# Лоренсо Андраде, Лукас
Лукас Лоренсо Андраде (порт. Lucas Lourenço Andrade; родился 23 января 2001, Сантус) — бразильский футболист, полузащитник клуба «Сантос», на правах аренды выступающий за «Лондрину».

## Клубная карьера
Уроженец Сантуса, штат Сан-Паулу, в 2013 году Лукас начал тренироваться в футбольной академии клуба «Сантос». До этого он играл за мини-футбольный клуб «Сантос». 2 октября 2017 года подписал свой первый профессиональный контракт с клубом до 2022 года.
В январе 2018 года был включён в основной состав «Сантоса», но через месяц вновь был переведён в команду до 17 лет.
В основном составе «Сантоса» дебютировал 2 декабря 2018 года в матче в матче бразильской Серии А против клуба «Спорт Ресифи».

## Карьера в сборной
27 апреля 2016 года сыграл в составе сборной Бразилии до 15 лет в товарищеском матче против сборной США до 16 лет.
В марте 2017 года вызывался в состав сборной Бразилии до 17 лет на турнир Монтегю во Франции.

## Титулы и достижения
- Вице-чемпион Бразилии (1): 2019
- Финалист Кубка Либертадорес (1): 2020